# 德雷纳
德雷纳（義大利語：Drena），是意大利特伦托自治省的一个市镇。总面积8平方公里，人口548人，人口密度68.5人/平方公里（2009年）。ISTAT代码为022078。